# Pont de les Cinc Boqueres
El Pont de les Cinc Boqueres és una obra de Sudanell (Segrià) inclosa a l'Inventari del Patrimoni Arquitectònic de Catalunya.

## Descripció
El pont es va construir per salvar el riu Set i la seva principal característica és que l'aigua del canal passa per sobre del pont; en canvi, els vianants i el riu Set passen pels cinc arcs que hi ha a sota. El canal és suportat per cinc arcades de mig punt sobre pilars de ciment.

## Història
El canal de Seròs és una construcció del 1914 realitzada per la Barcelona Traction, Light and Power Company (La Canadenca). El Canal agafa les aigües al Segre davant mateix de Lleida i porta l'aigua al pantà d'Utxesa i després de produir electricitat, de regar i abastar d'aigua els municipis retorna al riu abans d'arribar a la localitat de Seròs.